# NGC 5189
NGC 5189 (Gum 47, IC 4274, apelidado de Nebulosa Planetária Espiral) é uma nebulosa planetária na constelação de Musca. Foi descoberta em 1835 por John Herschel. Vista com um telescópio, ela tem a forma de um S. NGC 5189 é uma nebulosa simétrica que está a cerca de 3 000 anos-luz da Terra.